# Darlington Football Club 1883
Maillots
Dernière mise à jour : 31 mars 2025.
Le Darlington Football Club est un club de football anglais fondé en 1883. 
Le club, basé à Darlington, évolue depuis la saison 2016-2017 en National League North (sixième division anglaise).

## Repères historiques
- 1883 : Fondation du club
- 1925 : Le club remporte la Football League Division Third North (D3).
- 1990 : Le club remporte la Football Conference (D5)
- 1991 : Le club remporte la Fourth Division (D4).
- 2003 : Ouverture d'un nouveau stade, la Darlington Arena, d'une capacité de 25.000 places. Les coûts d'exploitation de ce dernier seront en grande partie responsables de la faillite du club quelques années plus tard.
- 2011 : Le club remporte le FA Trophy[1].
- 2012 : Le club fait faillite et change de nom pour s'appeler "Darlington FC 1883", avant de revenir à son identité d'origine quelques saisons plus tard[2],[3].
- 2013 : Le club remporte la Northern League Premier Division (D9)[4].
- 2015 : Le club remporte la Northern Premier League Division One North (D8).
- 2016 : Le club remporte la Northern Premier League Premier Division (D7)[5].

## Palmarès
| Compétitions nationales | Compétitions mineures | Compétitions régionales |
| - Football League Third Division North : - Champion : 1925 - Deuxième : 1922 - Football League Fourth Division : - Champion : 1991 - Deuxième : 1966 | - Football Conference - Champion : 1990 - Northern Premier League Premier Division - Champion : 2016 - Northern Premier League Division One North - Vainqueur des barrages : 2015 - Finaliste des barrages : 2014 - FA Trophy - Vainqueur : 2011 | - Football League Third Division North Cup - Vainqueur : 1934 - Fialiste : 1936 - Durham Challenge Cup - Vainqueur : 1885, 1891, 1893, 1897, 1920, 2000 |

## Anciens joueurs
- Phil Stamp
- Marco Gabbiadini
- Julian Joachim
- Dean Windass
- Jordan Pickford
- Gary Caldwell
- Kasper Schmeichel